# 志賀島
志賀島（日语：／ Shikanoshima */?），是一座位於日本九州福岡市東區博多灣內的小島，該島與福岡市區之間以一道被稱呼為「海之中道」的大型沙洲相連，是日本國內罕見的陸連島。
這裡是弘安之役忻都第一個登陸作戰的地方，但因不熟悉環境和被武士猛烈反撃而無法前進。元军放弃志賀岛，退守壹岐島。
這裡也是江戶時代兩個農夫發掘出汉委奴国王印的地方。

## 出身人物
- 与田祐希
- Sayuri
- 大溝清人

## 相冊

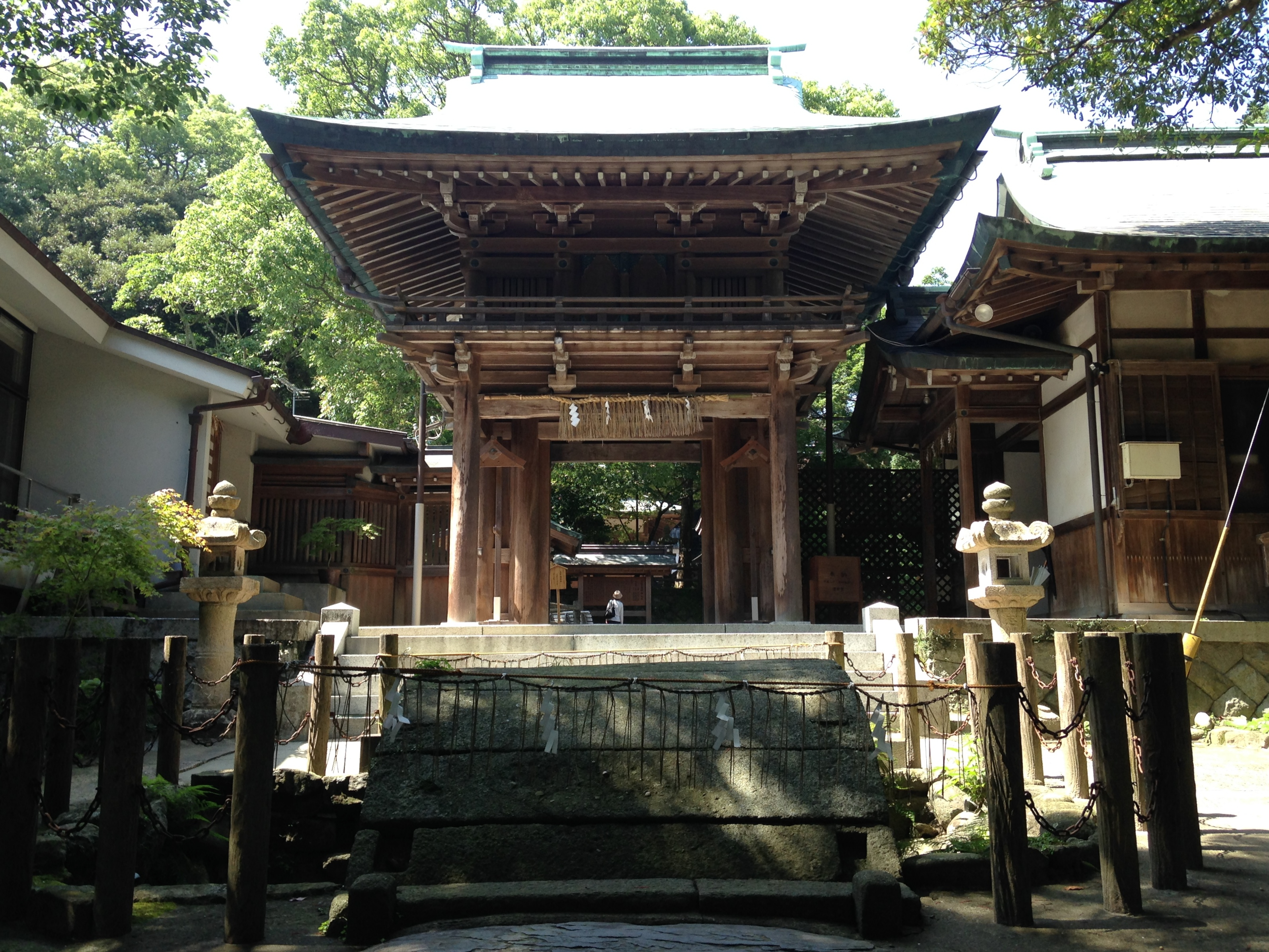
志賀海神社（日语：志賀海神社）的樓門
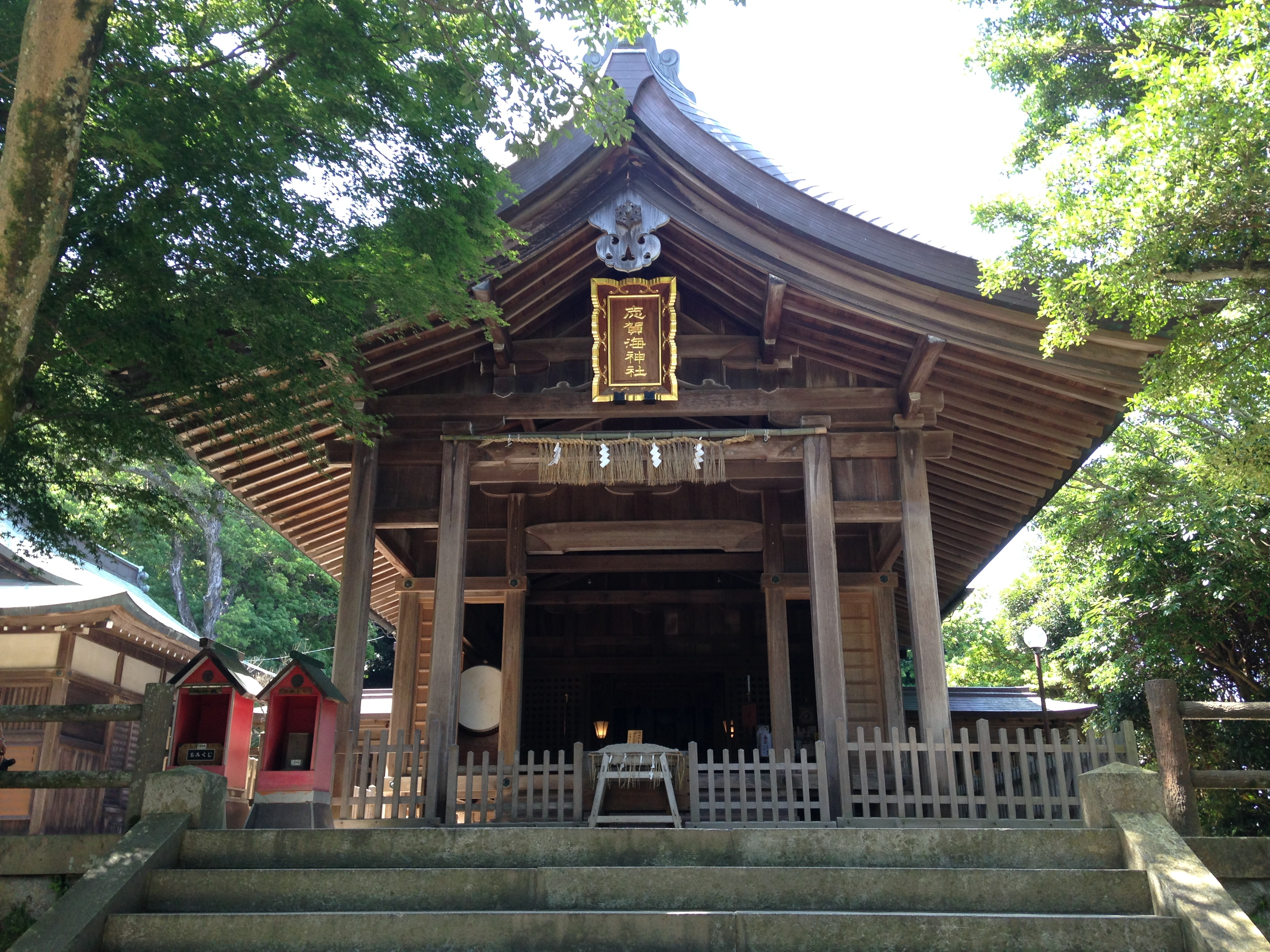
志賀海神社的拜殿
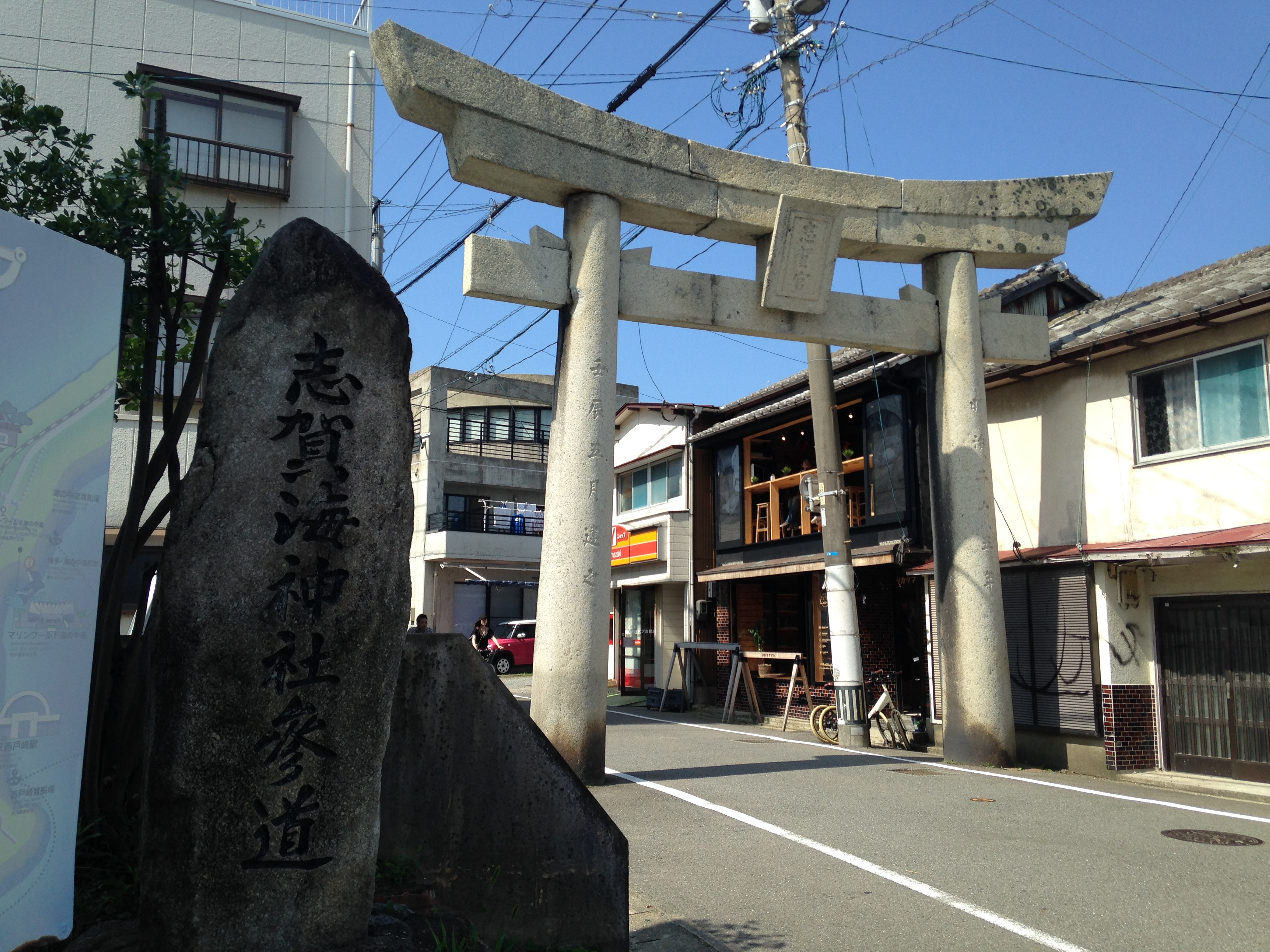
志賀海神社的大鳥居
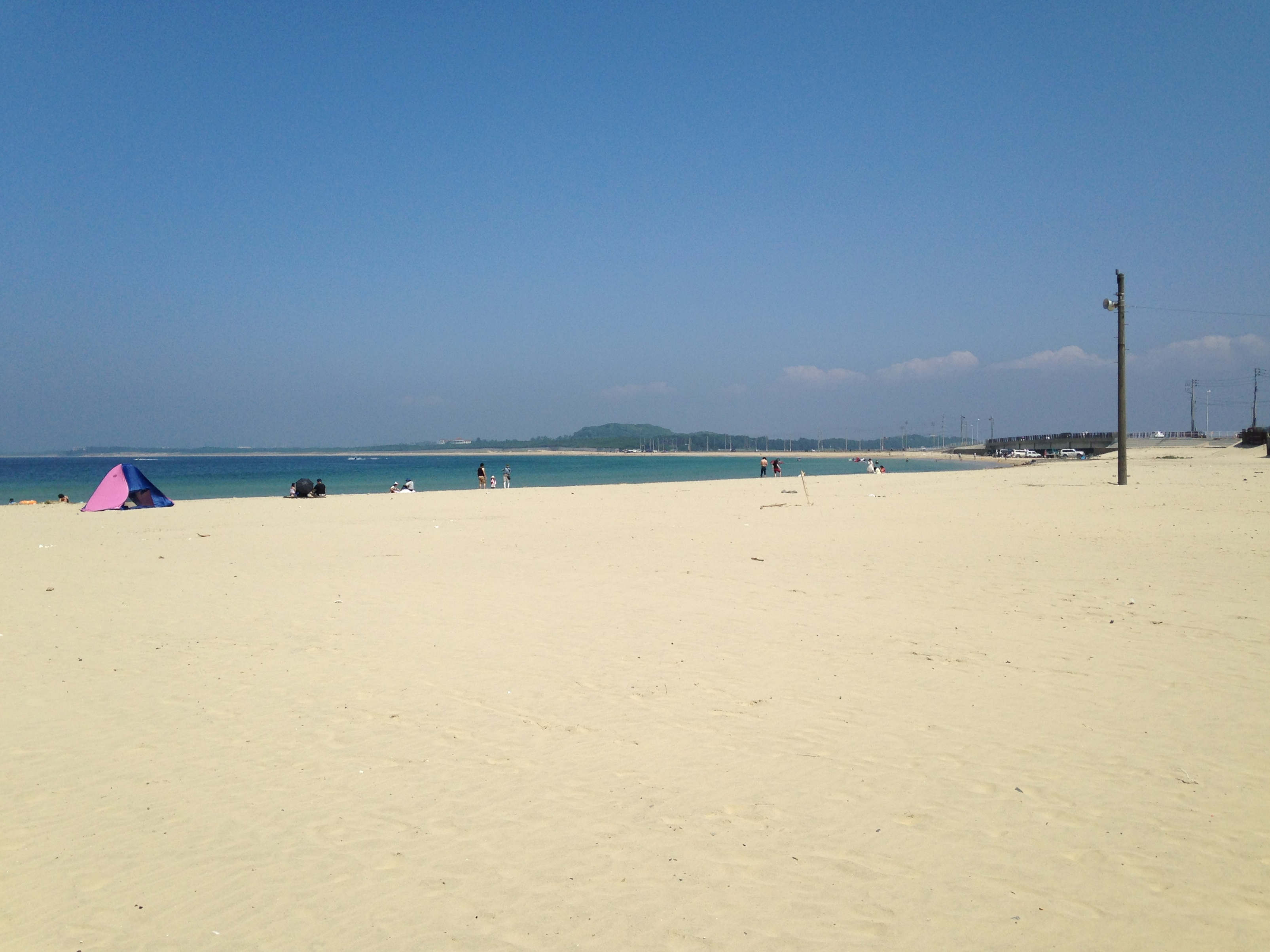
志賀島海水浴場
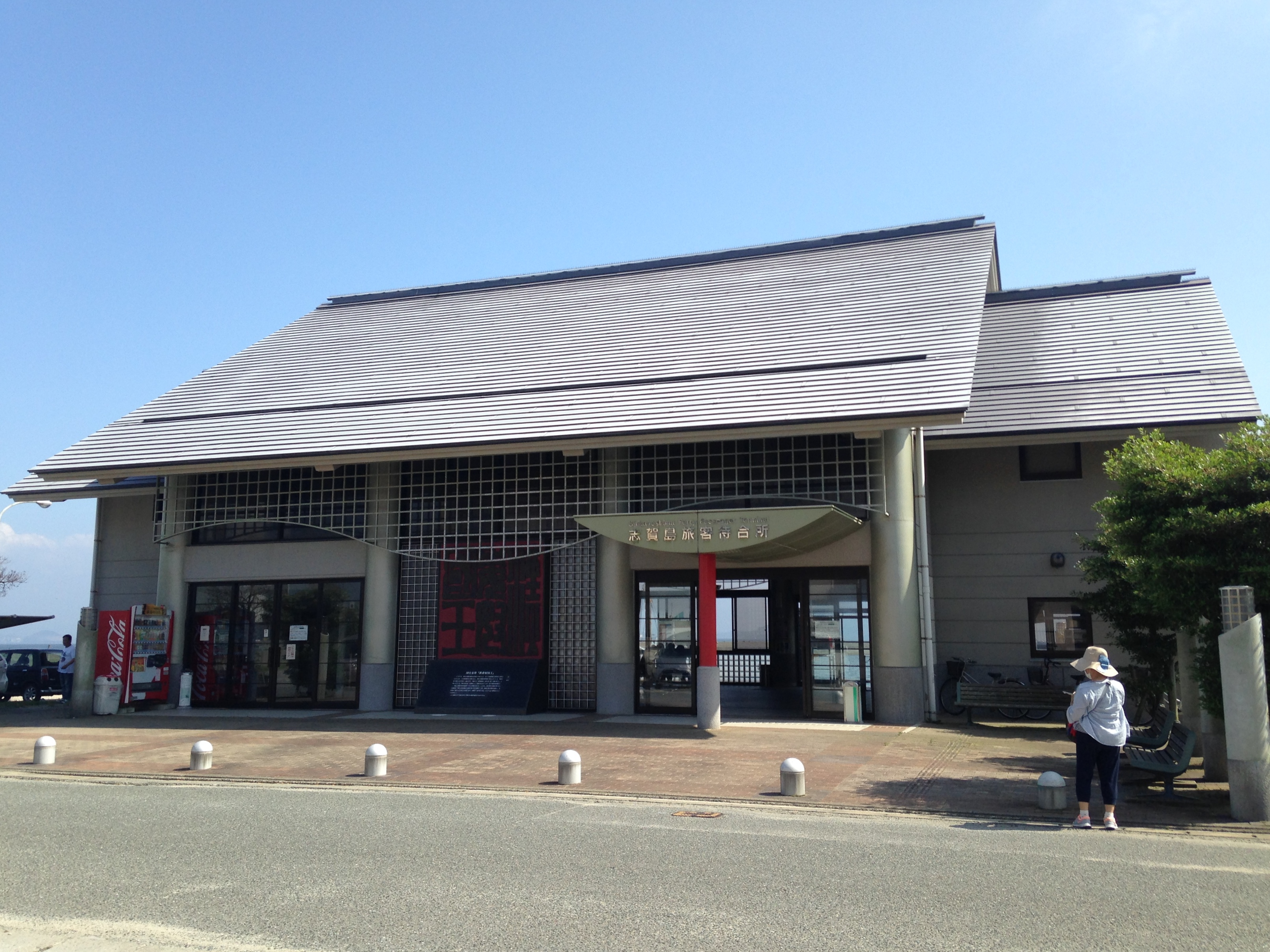
福岡市營輪渡志賀島渡輪碼頭的休息室
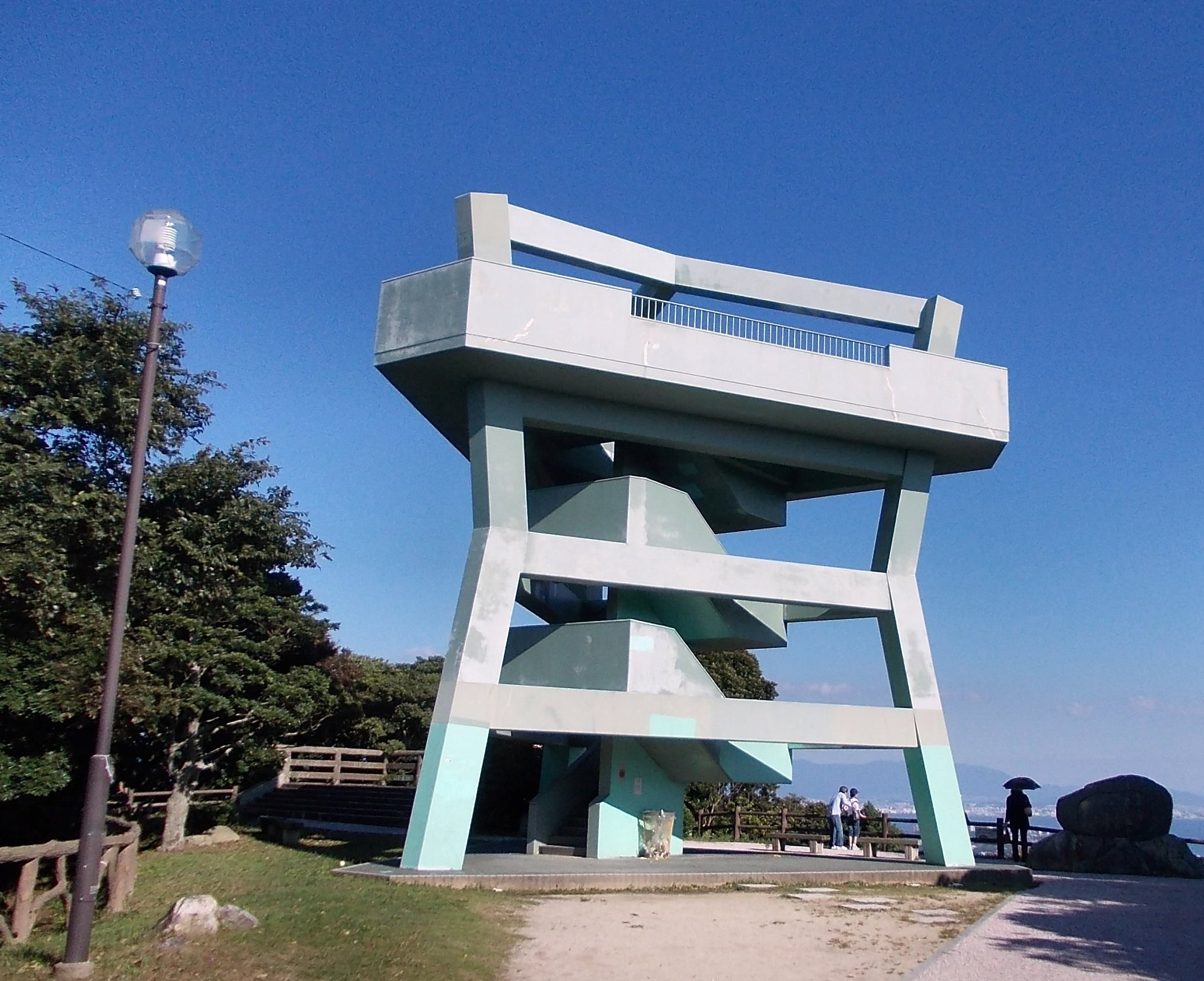
潮見公園展望台
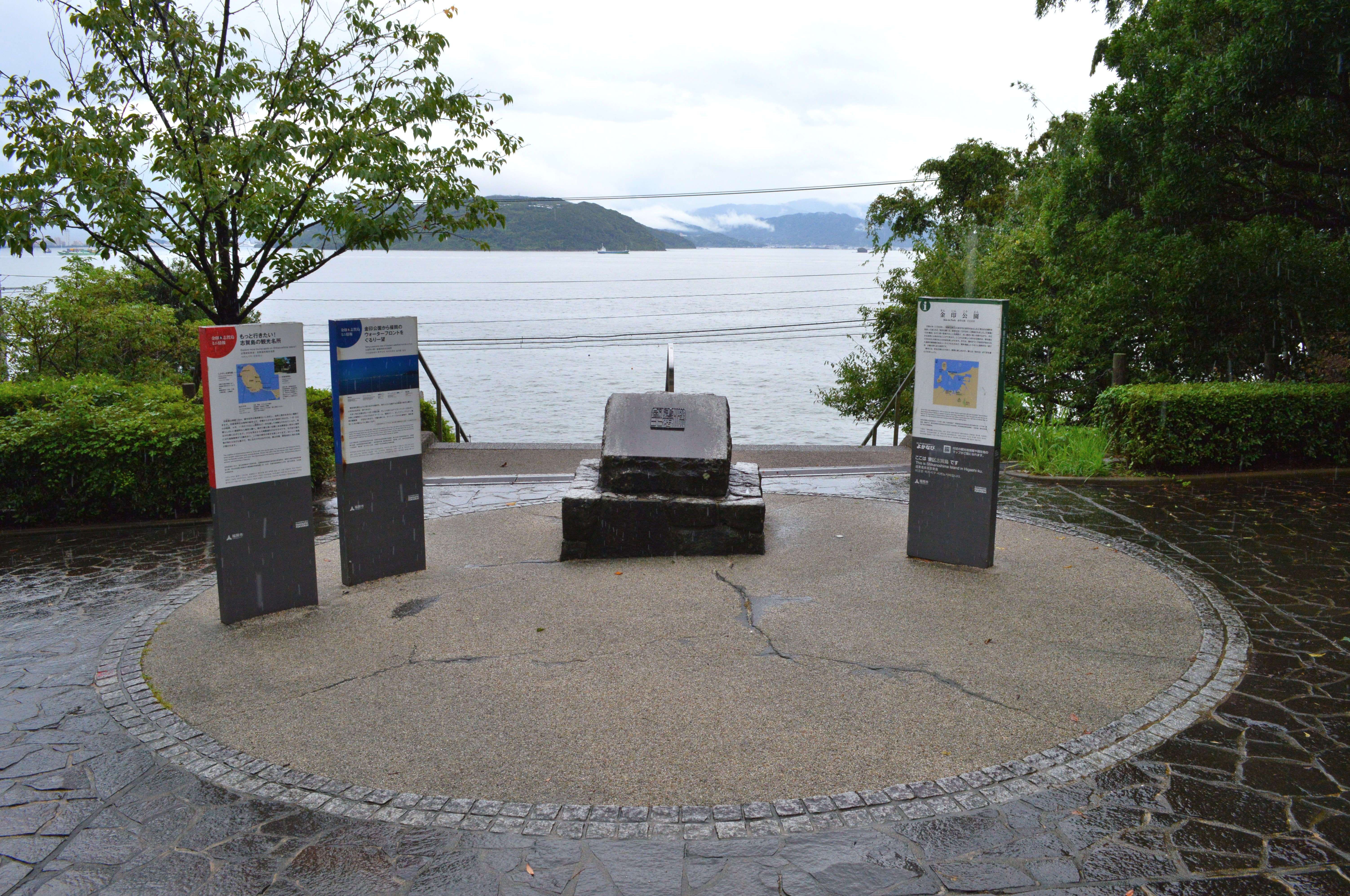
金印公園
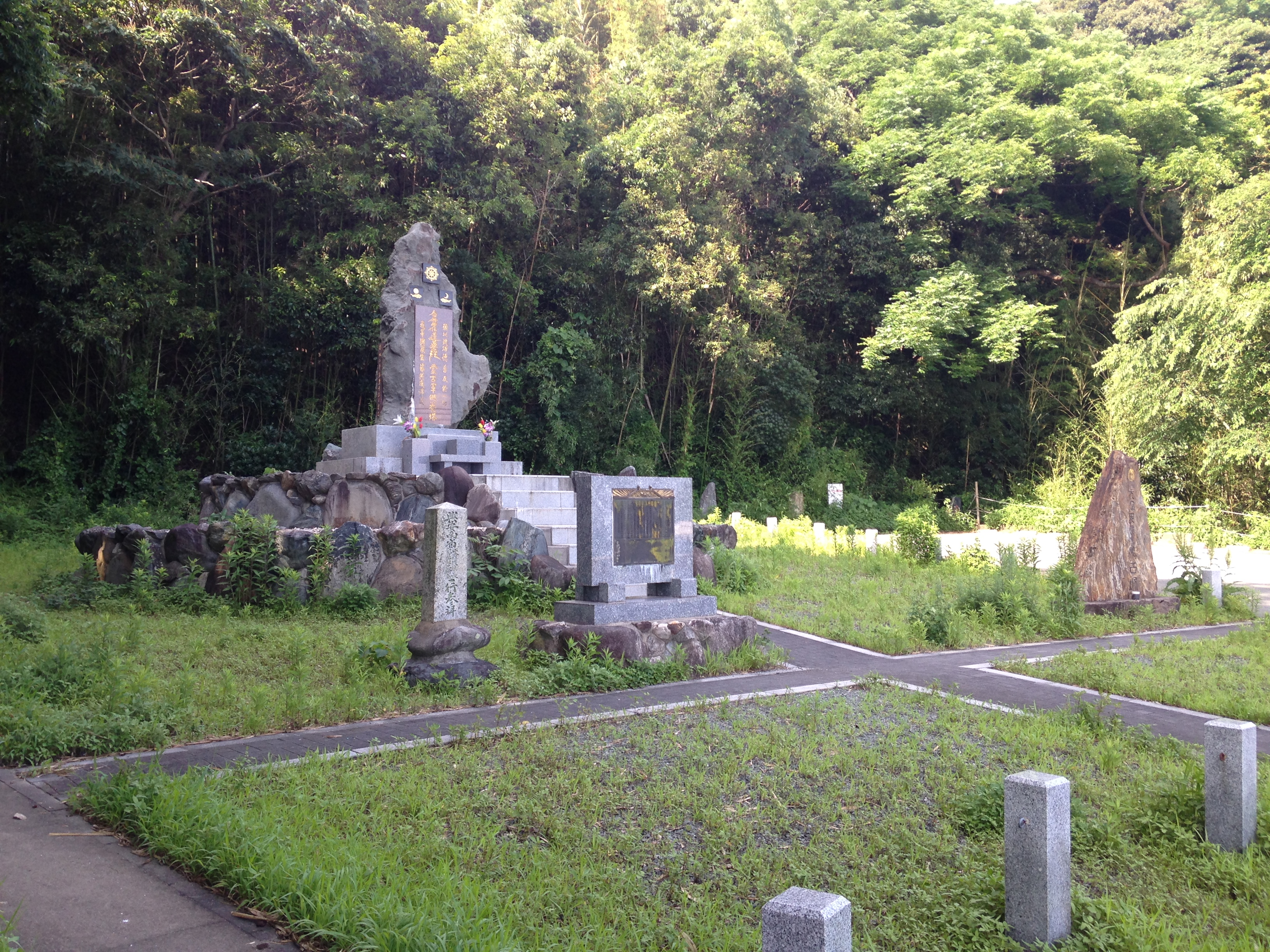
蒙古軍供養塔
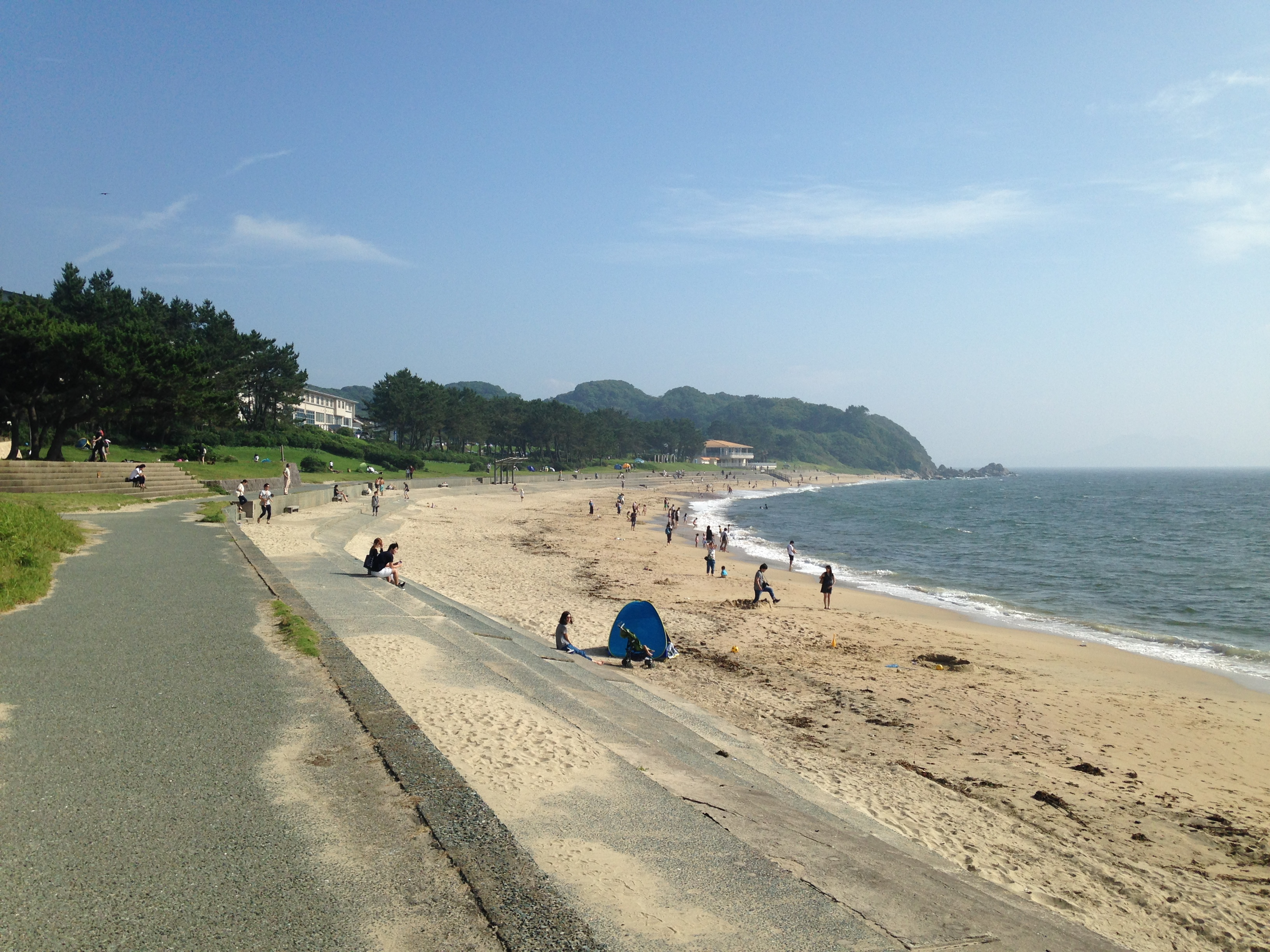
下馬海岸
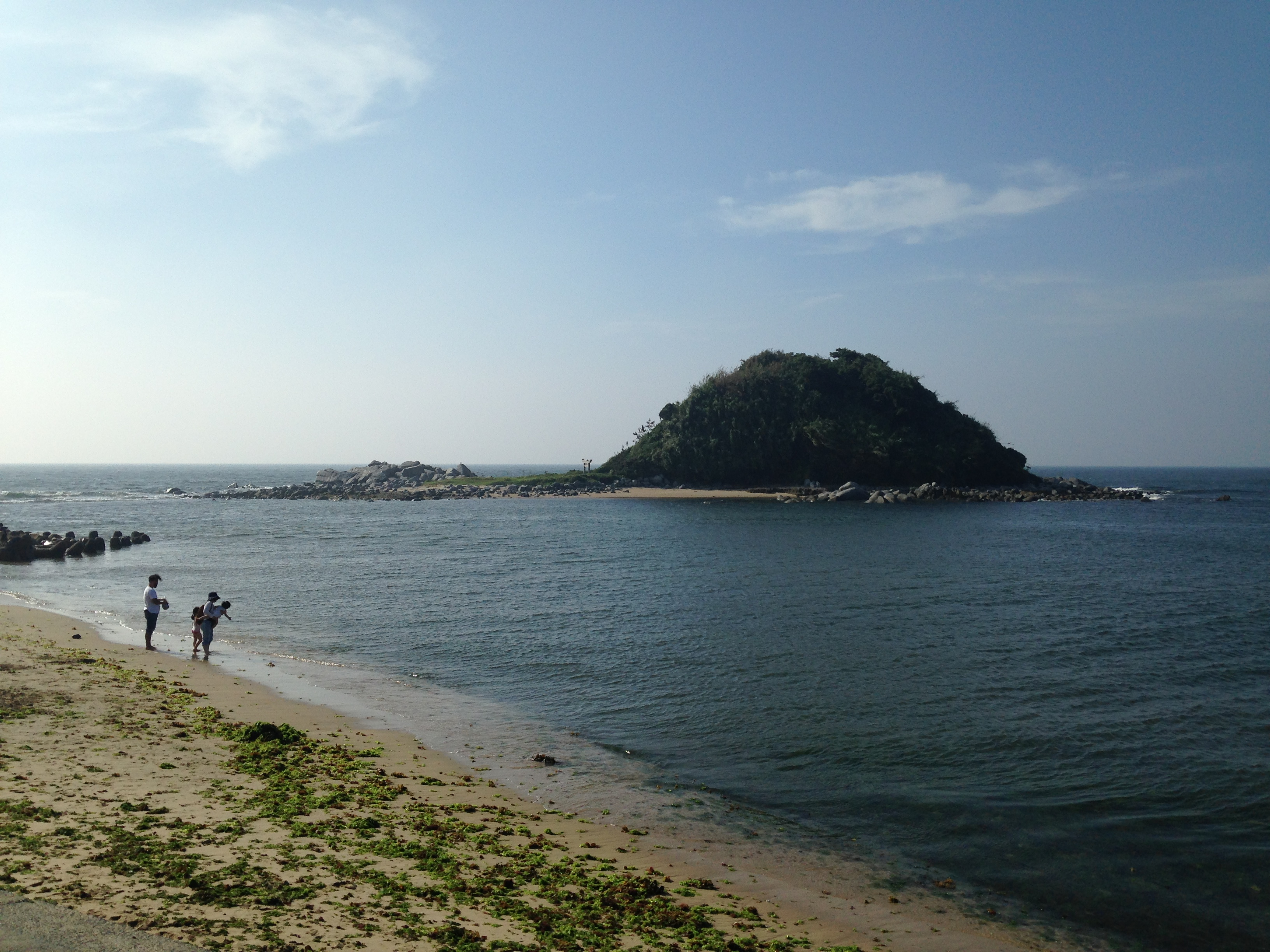
西北岸的沖津島
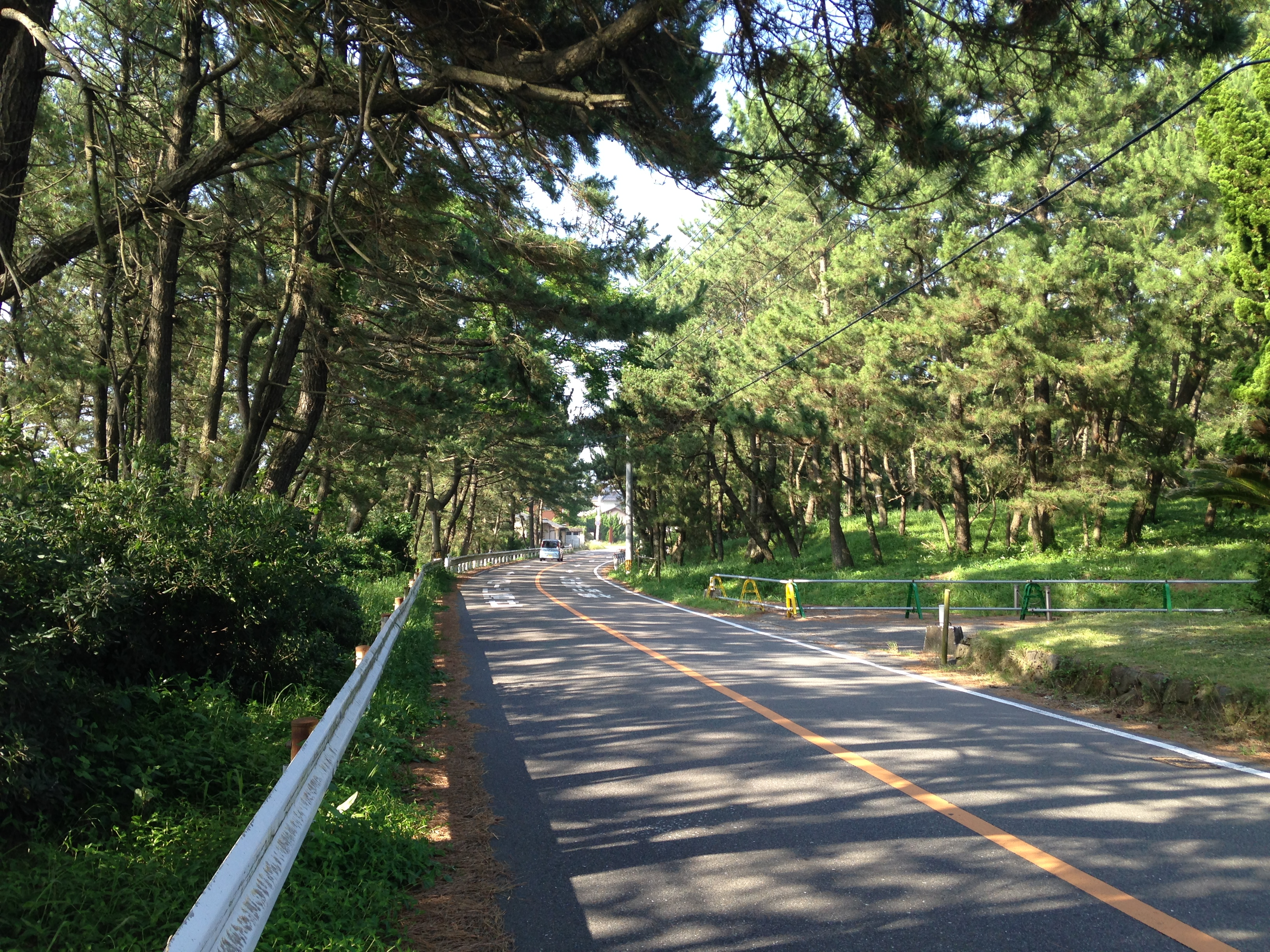
下馬海岸附近的福岡縣道542号志賀島循環線
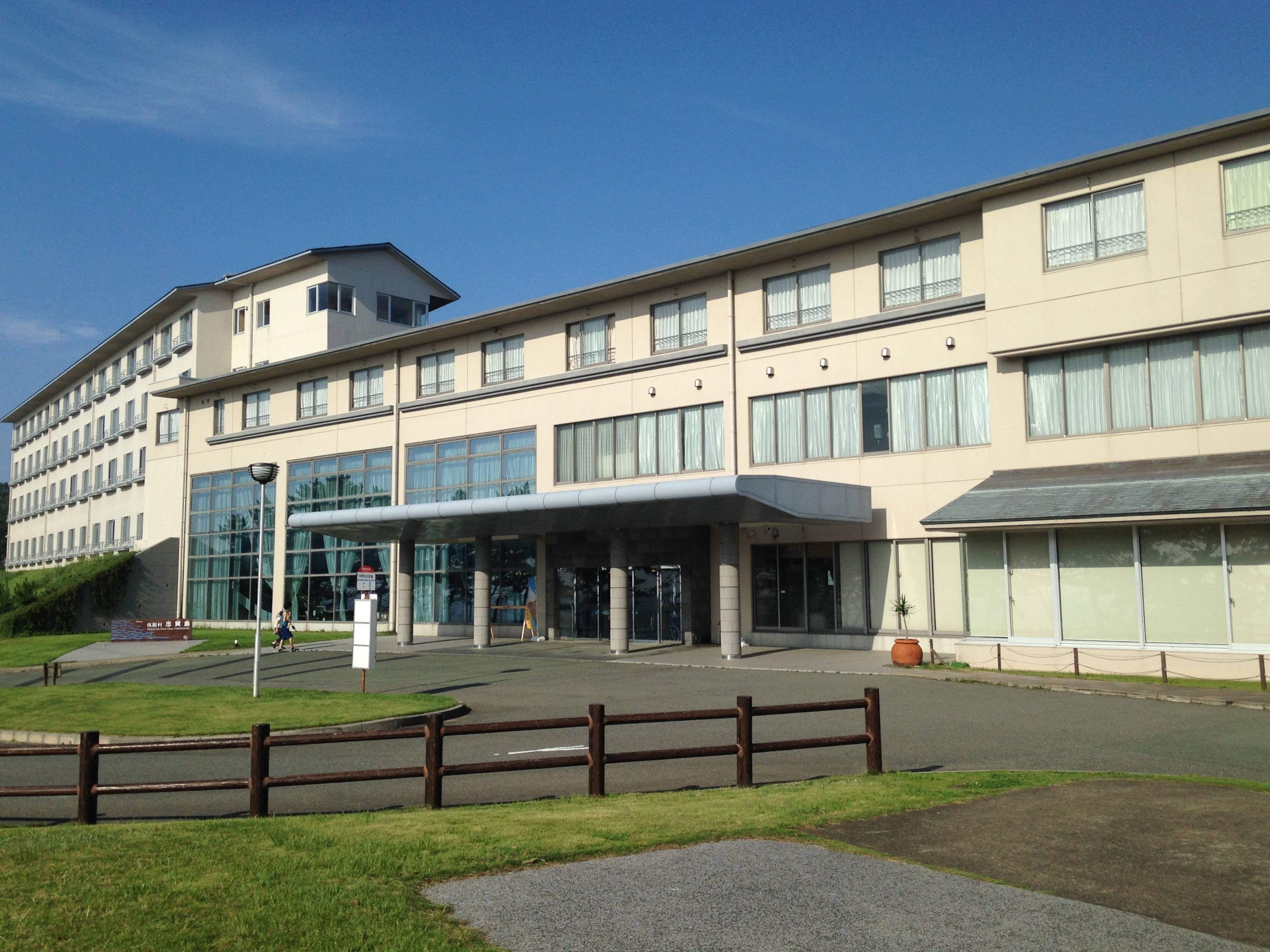
休暇村志賀島

## 事件
2023年2月14日，在志賀島的海灘上，發現大量被沖上岸的河豚。於50公尺的範圍內，有約100多條的死亡河豚；而這些河豚，身長約10至20公分，為原先棲息於青森縣南部海域的“瓣叉鼻魨”。專家稱，一次有高達百隻河豚死亡實屬少見，推估可能是因海水急速降溫，導致魚類無法適應而死。